# 杯座菌属
杯座菌属（学名：Matula）是韧革菌科下的一个属。

## 下属物种
本属包括以下物种：
- 孔形杯座菌 Matula poroniiforme (Berk. & Broome) Massee = Artocreas poroniiforme Berk. & Broome